# Trachemys grayi
Trachemys grayi – gatunek żółwia z rodziny żółwi błotnych (Emydidae), do niedawna uznawany za podgatunek żółwia ozdobnego (Trachemys scripta) lub podgatunek Trachemys venusta.
CharakterystykaKarapaks z dużą liczbą pomarańczowo-czerwonych okręgów. Plastron żółty i z oliwkowozielonymi pasami idącymi od boku plastronu do jego środka. Wzdłuż szyi bladożółte pasy biegnące aż do oczu.
WielkośćSamice podgatunku Trachemys grayi emolli są największymi przedstawicielami rodziny żółwi błotnych, ich karapaks osiąga do 54,8 cm. Samce są sporo mniejsze – długość ich karapaksu to maksymalnie 29,6 cm.
WystępowanieOd południowo-zachodniego Meksyku na wschód po Panamę.